# Lehte Hainsalu
Lehte Hainsalu (Haaslava, condado de Tartu, 31 de outubro de 1938) é uma escritora, poetisa e política estoniana.
Em 1961 ela formou-se na Universidade de Tartu, tendo estudado filologia da Estónia. Após se formar trabalhou no jornal Edasi e no estúdio de televisão da Estónia em Tartu.
De 1981 a 1990 ela foi chefe da divisão de Tartu da União de Escritores da Estónia.
Em 1980 ela assinou Carta de 40 intelectuais.
Ela ganhou muitos prémios, entre os quais o Prémio Tuglas de Contos (1987), o Prémio Karl Eduard Sööt de Poesia Infantil (1992, 2015).